# 静電気防止袋

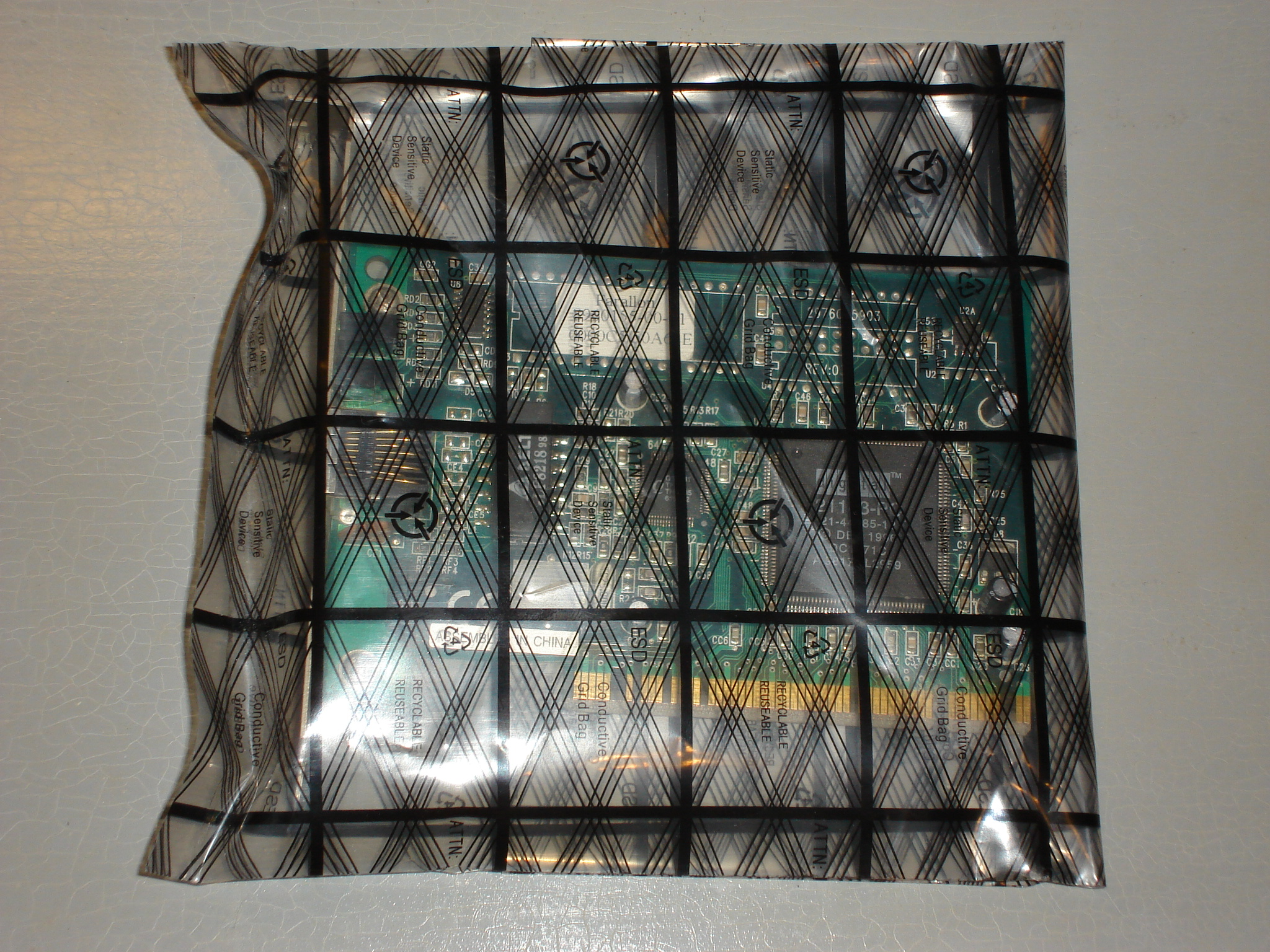
ネットワークカードを包装した静電気防止袋

静電気防止袋（せいでんきぼうしぶくろ）は、電子部品を静電気放電から保護する袋である。ポリエチレンテレフタラートにアルミ箔を練り込んだ金属化フィルムやBoPET等を主原料とする。用途によって構造は様々だが、例えば多層構造から成る製品では、金属蒸着加工が施された層が静電気を減衰させ、基板を帯電から守る。帯電防止袋（たいでんぼうしぶくろ）、または静電シールドバッグ（せいでんシールドバッグ）とも呼ばれる。

## 概要
電子機器の小型化や組み込みシステムの多様化に伴い、電子部品に限らず、各構成部品の極細化が進むと共に、静電気を帯びない包装技術が求められる。高い導電性能は、帯電を防ぎ、大気中の不純物の付着や混入から部品を守るため、組み立て作業に於ける品質保持に貢献するなど、静電気対策は、電子部品の保護だけにとどまらず、生産性向上を促す重要な役割を果たす。